# Ангренська ТЕС
Ангре́нська ТЕС (узб. Angren IES) — теплова електростанція у місті Ангрен Ташкентської області.

## Конструкція станції
Ангренська ТЕС є тепловою паротурбінною електростанцією. Встановлена потужність електростанції - 393 МВт. Проектне паливо — буре вугілля Ангренського родовища. Обладнання станції включає турбоагрегати потужністю 53 МВт, 54 МВт, 68 МВт (2 шт.), а також енергоблок потужністю 150 МВт.

## Історія
Будівництво електростанції почалося 1953 року. Для прискорення та здешевлення будівництва активно використовувалися збірні залізобетонні конструкції.
Після завершення будівництва встановлена потужність електростанції складала 484 МВт.
До розпаду СРСР офіційно іменувалася «Ангренська ГРЕС імені 40-річчя ВЛКСМ», до 2000-х – «Ангренська ГРЕС».
У 2012 році ДАК «Узбекенерго» уклала контракт із китайською Harbin Electric International Company на будівництво нового енергоблоку потужністю 150 МВт «під ключ». Вартість контракту — $226 млн, а загальна вартість проекту «Будівництво на Ангренській ТЕС енергоблоку потужністю 130-150 МВт з теплофікаційним відбором для спалювання високозольного вугілля» склала $242 млн. Введення в експлуатацію енергоблоку, побудованого за 32 місяці, відбулося у серпні.